# Тітіріджі рудоволий
Тітірі́джі рудоволий (Hemitriccus cinnamomeipectus) — вид горобцеподібних птахів родини тиранових (Tyrannidae). Мешкає в Еквадорі і Перу.

## Поширення і екологія
Рудоволі тітіріджі мешкають на східних схилах Анд, в горах Кордильєра-дель-Кондор і Кордильєра-дель-Колан, в еквадорських провінціях Самора-Чинчипе і Морона-Сантьяго та в перуанських департаментах Кахамарка, Амазонас і Сан-Мартін. Вони живуть в підліску вологих гірських тропічних і хмарних лісів Анд. Зустрічаються на висоті від 1700 до 2200 м над рівнем моря.